# Hofanlage Hekeler Straße 14
Die Hofanlage Hekeler Straße 14 (Bundesstraße 212) in Berne-Hekeln stammt aus dem späten 19. Jahrhundert.
Aktuell (2023) wird sie wohl landwirtschaftlich genutzt.
Die Gebäude stehen unter Denkmalschutz (siehe auch Liste der Baudenkmale in Berne).

## Beschreibung
Die Hofanlage besteht aus:
- dem eingeschossigen giebelständigen Wohn- und Wirtschaftsgebäude von 1880 (Inschrift) als Vierständer-Hallenhaus mit Backsteinaußenmauern, Krüppelwalmdach, Niedersachsengiebeln mit Uhlenloch, Kantenlisenen, am Giebel ansteigender Treppenfries auf stilisierten Konsolen,[2]
- der eingeschossigen giebelständigen verklinkerten Gulfscheune von 1902 mit Satteldach, linksseitiger Längsdurchfahrt sowie Kantenlisenen, Rahmungen der Fensterbögen, am Giebel ansteigendem Bogenfries auf stilisierten Konsolen und zwei Pferdeköpfen in Tondi[3]
- sowie weiteren nicht denkmalgeschützten neueren Nebenanlagen.

Das Landesdenkmalamt befand: „… geschichtliche Bedeutung … als beispielhafte Hofanlage, die im späten 19. Jh. um ein Hallenhaus entstand und wenig später um eine Gulfscheune ergänzt wurde …“
Diese Hofanlage ähnelt der benachbarten Hofanlage Hekeler Straße 12.